# Cynthia Barboza
Cynthia Jane Barboza (ur. 7 lutego 1987 w Santa Ana, Kalifornia) – amerykańska siatkarka, grająca na pozycji przyjmującej, reprezentantka kraju. Po sezonie 2012/2013 zakończyła karierę siatkarską. W reprezentacji Stanów Zjednoczonych w latach 2003–2012 wystąpiła w 191 meczach.

## Sukcesy klubowe
Liga uniwersytecka NCAA:
- 2007, 2008

Liga japońska:
- 2010

Puchar CEV:
- 2011

Liga rosyjska:
- 2011

## Sukcesy reprezentacyjne
Mistrzostwa Ameryki Północnej, Środkowej i Karaibów Kadetek:
- 2002

Mistrzostwa Ameryki Północnej, Środkowej i Karaibów Juniorek:
- 2002

Igrzyska Panamerykańskie:
- 2003, 2007, 2011

Volley Masters Montreux:
- 2004, 2010

Puchar Panamerykański:
- 2004
- 2010

World Grand Prix:
- 2010, 2012
- 2004

Puchar Świata:
- 2011